# تومویا کاناموری
تومویا کاناموری (انگلیسی: Tomoya Kanamori؛ زادهٔ ۲ آوریل ۱۹۸۲) بازیکن فوتبال اهل ژاپن است.